# Buôn Ma Thuột
Buôn Ma Thuột o Buon Me Thuot o Buon Ma Thuat, es la ciudad capital de la provincia de Dak Lak, en la región de las Tierras Altas Centrales de Vietnam. Está localizada en las coordenadas 12°40′0″N 108°3′00″E / 12.66667, 108.05000. Tiene una población aproximada de 314,000 habitantes.

## Historia
La ciudad aprecia mucho las tradiciones de luchas que los pueblos de la región han dado por siglos por defender su independencia. En el siglo XII los pueblos de las Tierras Altas Centrales se levantaron contra la dominación del rey de Chiêm Thành. Cuando este fue derrotado en 1470, la dinastía vietnamita respetó hasta 1540 las fronteras de los territorios de las etnias de las Tierras Altas.
El pueblo M’nông dirigido por N’Trang Lơng se levantó contra la dominación de Francia durante 23 años, desde 1912 hasta 1935. La rebelión atrajo a otras etnias y se extendió hasta Camboya.
Durante la guerra contra Estados Unidos la provincia fue escenario de grandes combates y fue además el sitio de la batalla principal durante la llamada Ofensiva de Primavera, que reunificó el país en 1975. Como recuerdo de esta campaña, está levantado un monumento con el primer tanque del Fuerzas Armadas de la República Democrática de Vietnam que entró en la ciudad.

## Grupos étnicos
Varias etnias viven en la ciudad y sus alrededores, principalmente los Ê-đê (rhade) y también los M'Nông (mnong), Gia Rai (jarai), Bih, Krung, M'dhur y Xiêm. La casas comunales de los Ê-đê y M'Nông,  son particularmente interesantes. La aldea de Ê-đê de Buon Tuo, está a 13 km de la ciudad. En la calle Me Mai de la ciudad, está el "Museo Étnico", con una colección sobre las culturas de la región.

## Economía
La principal industria de la ciudad es la de alimentos. La ciudad es un gran centro de acopio y comercialización de café, dado que la provincia es gran productora del grano, en un área de 160 mil ha. También se desarrollan las industrias de confección de ropa y producción de materiales de construcción. El parque industrial de Tam Thang, de 251 ha. se encuentra ubicado a 20 km del centro de la ciudad, sobre la carretera de 351 km que conduce a Ciudad Ho Chi Minh.

## Turismo
Hay cascadas circundantes. En los alrededores es posible encontrar también elefantes, tanto para pasear sobre ellos como para verlos entrenar por expertos de la etnia M'Nông, o para conocerlos libres en el parque nacional de Yok Don.